# Felipe Becari
Felipe Becari Comenale (São Paulo, 6 de março de 1987), mais conhecido como Felipe Becari é um policial civil e político brasileiro filiado ao UNIÃO. Foi Vereador de São Paulo, Além de Secretário Municipal de Esportes e Lazer. Atualmente exerce seu primeiro mandato de Deputado Federal pelo Estado de São Paulo desde 1º de fevereiro de 2023.

## Início de vida e educação
Nascido em São Paulo, é filho de um advogado e uma auxiliar odontológica. É formado em Educação Física pelo Centro Universitário Ítalo Brasileiro e em Direito pelas Faculdades Metropolitanas Unidas (tendo concluído o curso no Centro Universitário Anhanguera), com especializações em distintas áreas da segunda profissão por outras instituições. Aos 23 se tornou policial civil.

## Carreira

### Vereador de São Paulo (2021–2023)
Em 2020 se elegeu vereador de São Paulo pelo Partido Social Democrático (PSD), com 98.717 votos, o quarto mais votado na capital. É presidente da Comissão de Saúde, Promoção Social, Trabalho e Mulher da Câmara Municipal de São Paulo. Foi um dos autores do Projeto de Lei 238/2020, que foi sancionado e promulgado como lei nº 17.580 pelo prefeito de São Paulo em julho de 2021 e que institui um Banco de Rações para animais de companhia. É autor do projeto que estabelece a criação de uma "Virada da Castração" de cães e gatos sob tutela de moradores pobres da cidade, a ocorrer todos os anos em maio, com apoio de nove colegas vereadores. O projeto foi sancionado pelo prefeito Ricardo Nunes em julho de 2022. Presidiu a Comissão Parlamentar de Inquérito da Câmara de Vereadores de São Paulo que investiga irregularidades no comércio ilegal de animais, bem como a criação clandestina, a chamada "CPI dos animais", instalada em março de 2021 e da qual foi proponente. Como Becari mudou de partido (foi pro União Brasil), tendo um advogado seu alegado que naquele em que estava filiado não tinha espaço e voz, em abril de 2022 o PSD pediu a cassação de seu mandato como vereador por "infidelidade partidária". Em agosto de 2022 foi tornada pública em matéria do jornalista Leo Dias a existência de uma investigação por parte da Polícia Civil de São Paulo para averiguar acusações de desvio de dinheiro público, crime de peculato. A denúncia diz respeito a gastos de mais de 110 mil reais realizados com a manutenção do site do vereador, pagos à empresa de uma prima de seu chefe de gabinete. Os gastos seriam muito acima da média do mercado, de acordo ao inquérito em curso. A assessoria jurídica de Becari afirmou que são “denúncias completamente falsas e de cunho criminoso”, e que os devidos documentos foram apresentados para comprovar a regularidade dos pagamentos na prestação de contas. O chefe de gabinete citado falou em "perseguição jurídica".

### Deputado federal (2023–presente)
Nas eleições de outubro de 2022 foi eleito deputado federal por São Paulo, com 178.777 votos, pelo União Brasil.

### Secretário Municipal de Esportes e Lazer
Becari se licenciou do cargo de deputado federal em 20 de dezembro de 2023, para assumir o cargo de Secretário Municipal de Esportes e Lazer na gestão de Ricardo Nunes.

## Vida pessoal
Desde 2010 Becari é ativista pelos direitos dos animais, sendo ativo nas suas redes sociais, nas quais tem milhões de seguidores, em favor dessa causa. É fundador do projeto "Eu luto pelos animais" e promove adoções. Foi noivo da atriz Carla Diaz, com quem manteve um relacionamento entre 2021 e 2023.